# Lycée Joachim-du-Bellay
Le lycée général et technologique Joachim-du-Bellay est un lycée d'enseignement général et technologique de l'académie de Nantes. Il est situé dans le quartier Saint-Serge d'Angers, au 1 avenue Marie Talet.

## Historique

### Architecture
L'ensemble architectural du lycée du Bellay présente un imposant bâtiment du XVIIe siècle et du XVIIIe siècle aux proportions équilibrées précédé d’un cloître, entre l'église Saint-Serge de style gothique angevin et des adjonctions ultérieures. Le plan général du bâtiment, la salle capitulaire, le réfectoire (actuel CDI), le grand escalier, témoignent à côté de l’abbatiale (devenue église Saint-Serge) de ce que fut cette grande abbaye.

#### Abbaye Saint-Serge
L'Abbaye Saint-Serge fait l’objet d’un classement au titre des monuments historiques par la liste de 1840.

#### Ancien grand séminaire Saint-Serge

Le lycée Joachim-du-Bellay et la chapelle de l'ancien grand séminaire Saint-Serge.

L'ancien grand séminaire Saint-Serge fait l’objet d’une inscription au titre des monuments historiques depuis le 17 juillet 2000.

### Histoire
L'église Saint-Serge date du XIIIe siècle, le réfectoire du XVIIe siècle et les boiseries du XVIIIe siècle.
Pendant la Révolution française, l'abbatiale Saint-Serge devint un dépôt d’œuvres d’art, puis une "société de santé" (c’est-à-dire dispensaire), avant d’accueillir de 1806 à 1906 une église paroissiale. Il fallut créer une chapelle spécifique pour le grand séminaire ; ce ne sera chose faite qu'en 1895. On ajouta aussi entre-temps une aile en 1840 et l'architecte Charles Joly-Leterme réalisa entre 1865 et 1870 un édifice en cohérence avec l'abbatiale médiévale et les reconstructions mauristes, à l'architecture de tuffeau et en référence au gothique angevin.
Après la séparation de l’Église et de l’État la nouvelle aile accueillit la Caisse des dépôts et consignations et pendant la Première Guerre mondiale, Saint-Serge fut un centre d’accueil de réfugiés (500 à la fin de 1914, 200 deux ans plus tard), où séjournait la famille de Joseph Wresinski, le fondateur d'ATD-Quart Monde, quand il vint au monde : il y fut atteint de rachitisme.
En 1913 s’était ouvert à Angers, rue Tarin, un Cours secondaire de jeunes filles, pour ne pas laisser attendre davantage les familles républicaines soucieuses de l’instruction de leurs filles. Ce cours regroupait 70 élèves au total. C’est en 1929 que les 250 élèves de ce qui était devenu le Collège de jeunes filles vinrent s’établir dans l’ancienne abbaye, achetée par la ville d’Angers, restaurée et agrandie par la construction d’une nouvelle aile destinée aux salles de classe (aujourd’hui détruite). En 1934, le Collège de jeunes filles devint le Collège Joachim du Bellay, en hommage au célèbre poète français du XVIe siècle.

### Seconde Guerre mondiale
Lors de l’occupation nazie, une grande partie des locaux fut investie par les troupes d’occupation, dans des conditions de cohabitation très difficiles, jusqu’en octobre 1943. Le collège dut alors se réfugier à l’École normale des garçons, rue de la Juiverie (devenue rue Anne Frank).
De janvier à mars 1943, au Collège Joachim-du-Bellay pour filles, la Gestapo procède à des arrestations en chaîne pour dénonciation d'« esprit anti-allemand » et d'hébergement de jeunes juives après l'arrestation de leurs familles. La directrice, Marie Talet, puis quatre professeurs (Anne-Marie Baudin, Marie-Madeleine James, Jeanne Letourneau et Marthe Mourbel) et l’économe, Lucienne Simier, sont arrêtées et déportées. Mlle Mourbel, la professeur de philosophie, est accusée d’avoir porté une croix de Lorraine à son bracelet ; Mme Baudin d’écouter Radio Londres. C’est une dénonciation, le 5 février 1943, qui déclenche ces arrestations en chaîne et mène les six femmes à Ravensbrück. Marie Talet y meurt de la dysenterie le 14 décembre 1944 ; Anne-Marie Baudin est empoisonnée ou gazée ; Marthe Mourbel décède sur le chemin du retour. Mlles Simier, Letourneau et Mme James reviennent à Angers le 18 avril 1945. Le collège puis lycée honorera de manière constante, jusqu’à nos jours, la mémoire des disparues, enrichie par les témoignages des survivantes.
Lucienne Simier reviendra du camp de concentration et écrira un livre témoignage de ces années noires 2 ans au bagne de Ravensbruck.

### Époque contemporaine
Après la Seconde Guerre mondiale, le Collège devient Lycée Joachim-du-Bellay.
En 1969, à la suite des évènements de Mai 1968, les lycées et collèges français deviennent mixtes. Le lycée de filles Joachim-du-Bellay accueille ses premiers garçons à partir de 1972 (tout comme le lycée de garçons David d'Angers accueillera des filles à son tour à partir de 1974).

## Le lycée aujourd'hui
Le lycée Joachim-du-Bellay accueille une section binationale allemand "abibac" ainsi qu'une classe européenne anglais, qui a permis au lycée d'obtenir le titre de « lycée européen ». Dans une moindre mesure, il peut être considéré comme un lycée à visée internationale par ses relations avec des lycées à Pointe-Noire en République du Congo au niveau de l'option théâtre. Il accueille aussi des classes de musique, arts plastiques, histoire des arts et TMD ainsi qu'une option théâtre très active. Le lycée est connu pour son côté artistique.

### Classement du lycée
En 2015, le lycée se classe 21e sur 28 au niveau départemental quant à la qualité d'enseignement, et 1657e au niveau national. Le classement s'établit sur trois critères : le taux de réussite au bac, la proportion d'élèves de première qui obtient le baccalauréat en ayant fait les deux dernières années de leur scolarité dans l'établissement, et la valeur ajoutée (calculée à partir de l'origine sociale des élèves, de leur âge et de leurs résultats au diplôme national du brevet).

### Classements CPGE
Admission aux grandes écoles de commerces selon "l'étudiant", classement de 2020:
| Écoles intégrées | 2020          | 2019          | 2018         | 2017         | 2016         | Moyenne sur 5 ans |
| --- | ------------- | ------------- | ------------ | ------------ | ------------ | ----------------- |
| HEC | 1,0% (0/31)   | 0,0% (0/35)   | 0,0% (0/32)  | 0,0% (0/35)  | 0,0% (0/32)  | 2,0%              |
| Moyenne nationale | 3,4%          | 2,6%          | 2,8%         | 2,5%         | 2,7%         | 2,8%              |
| HEC, ESSEC, ESCP BS | 0,0% (0/31)   | 0,0% (0/35)   | 3,1% (1/32)  | 2,9% (1/35)  | 0,0% (0/32)  | 1,2%              |
| Moyenne nationale | 11,4%         | 10,1%         | 10,1%        | 9,4%         | 9,9%         | 10,2%             |
| HEC, ESSEC, ESCP BS, EM Lyon, EDHEC, ENS Paris-Saclay                                                                                             | 9,7% (3/31)   | 0,0% (0/35)   | 9,4% (3/32)  | 2,9% (1/35)  | 0,0% (0/32)  | 4,2%              |
| Moyenne nationale | 22,8%         | 22,4%         | 22,3%        | 20,0%        | 21,8%        | 21,9%             |
| HEC, ESSEC, ESCP BS, EM Lyon, EDHEC, ENS Paris-Saclay (ex-Cachan), Audencia, Grenoble École de Management, Neoma, Skema, Toulouse Business School | 45,2% (14/31) | 31,4% (11/35) | 28,1% (9/32) | 22,9% (8/35) | 28,1% (9/32) | 30,9%             |
| Moyenne nationale | 50,3%         | 52,4%         | 49,3%        | 49,5%        | 50,6%        | 50,4%             |

### Traditions particulières
Le lycée Joachim-du-Bellay a plusieurs pratiques qui lui sont propres. On peut noter le concert "Rock à Joach" au mois de mai/juin qui met en œuvre les talents musicaux des lycéens (souvent des classes musique mais pas uniquement). Une fois tous les trois ans tous les cours sont suspendus pendant trois jours à profit de "Joach'autrement", un regroupement d'ateliers, de spectacles, de concerts etc. sur un thème particulier (en 2015 - le secret) et montrant des façons d'apprendre non-traditionnelles en essayant de sortir du cadre scolaire.
Dans une moindre mesure, on peut évoquer "Radio-Joach" une radio parfois organisé par des élèves et jouée à la cafétéria ou bien le journal du lycée.

## Direction du lycée

### Proviseurs
- 2007-2012 : Daniel Blanquet
- 2012-2015 : Didier Leroy-Lusson
- 2015-2020 : François Gauduel
- 2020-2024 : Dominique Le Pors
- Depuis 2024 : Nicolas Legoff

### Proviseurs-adjoints
- 2007-2012 : Marie-Christine Jousseaume-Ferrand
- 2012-2017 : Christophe de Singly
- 2017-2018 : Maribel Brillouet
- 2018-2022 : Céline Lavialle
- Depuis 2022 : Anne-Laure Girault

## Personnalités

### Anciens professeurs
- Constance de Saint-Seine, juste parmi les nations[9]
- Lucienne Simier
- Marie Talet
- Malo Fouquet

### Anciens élèves
Les femmes politiques Roselyne Bachelot (députée UMP du Maine-et-Loire pendant 14 ans et membre de plusieurs gouvernements Raffarin et Fillon), Marie-George Buffet (députée PCF de Seine-Saint-Denis et membre du gouvernement Jospin) et la journaliste Valérie Trierweiler, ancienne compagne de François Hollande, Danièle Sallenave (membre de l'Académie française) ont étudié au lycée Joachim-du-Bellay. Ainsi que le grand et renommé physicien théoricien Arsène Liger qui reçut le prix Nobel de la Paix en 2005.
- Liste détaillée

### Autres
- René Séjourné, évêque, qui fut aumônier du lycée pendant 10 ans.